# Pływanie synchroniczne na Letnich Igrzyskach Olimpijskich 2016
Pływanie synchroniczne na Letnich Igrzyskach Olimpijskich 2016 rozgrywane było od 15 do 20 sierpnia 2016. Konkurencje były rozgrywane na obiekcie Parque Aquático Maria Lenk. Na igrzyskach odbyły się dwie konkurencje: duet kobiet i zespół kobiet. 

## Kwalifikacje
Zasady kwalifikacji
- Każdy kraj może wystawić maksymalnie jeden zespół i jeden duet.
- Brazylia jako gospodarz ma zapewnione miejsce w obu konkurencjach.
- Zespoły: automatyczną kwalifikację uzyskają mistrzowie kontynentów. Pozostałe kraje zmierzą się w turnieju kwalifikacyjnym o trzy wolne miejsca.
- Duety: automatyczną kwalifikację uzyskują kraje, które zakwalifikowały się do zawodów zespołowych. Oprócz nich udział biorą mistrzowie kontynentów. Pozostałe państwa rywalizują w turnieju kwalifikacyjnych o jedenaście wolnych miejsc.

| Kraj              | Zespół | Duet | Zawodniczki |
| ----------------- | ------ | ---- | ----------- |
| Argentyna         |        | X    | 2           |
| Australia         | X      | X    | 9           |
| Austria           |        | X    | 2           |
| Białoruś          |        | X    | 2           |
| Brazylia          | X      | X    | 9           |
| Kanada            |        | X    | 2           |
| Chiny             | X      | X    | 9           |
| Kolumbia          |        | X    | 2           |
| Czechy            |        | X    | 2           |
| Egipt             | X      | X    | 9           |
| Francja           |        | X    | 2           |
| Wielka Brytania   |        | X    | 2           |
| Grecja            |        | X    | 2           |
| Izrael            |        | X    | 2           |
| Włochy            | X      | X    | 9           |
| Japonia           | X      | X    | 9           |
| Kazachstan        |        | X    | 2           |
| Meksyk            |        | X    | 2           |
| Rosja             | X      | X    | 9           |
| Słowacja          |        | X    | 2           |
| Hiszpania         |        | X    | 2           |
| Szwajcaria        |        | X    | 2           |
| Stany Zjednoczone |        | X    | 2           |
| Ukraina           | X      | X    | 9           |
| Suma: 24 państwa  | 8      | 48   | 104         |

## Medalistki
| Konkurencja:        | Złoto: | Rezultat | Srebro: | Rezultat | Brąz: | Rezultat |
| Duety (szczegóły)   | Swietłana Romaszyna Natalja Iszczenko (RUS) | 194.9910 | Huang Xuechen Sun Wenyan (CHN)                                                                                             | 192.3688 | Yukiko Inui Risako Mitsui (JPN) | 188.0547 |
| Drużyny (szczegóły) | Rosja · Swietłana Romaszyna · Natalja Iszczenko · Ałła Szyszkina · Aleksandra Packiewicz · Marija Szuroczkina · Włada Czigiriowa · Swietłana Kolesniczenko · Jelena Prokofjewa · Gielena Topilina | 196.1439 | Chiny · Huang Xuechen · Sun Wenyan · Zeng Zhen · Liang Xinping · Gu Xiao · Yin Chengxin · Guo Li · Tang Mengni · Li Xiaolu | 192.9841 | Japonia · Yukiko Inui · Risako Mitsui · Aika Hakoyama · Kano Omata · Mai Nakamura · Kei Marumo · Kurumi Yoshida · Kanami Nakamaki · Aiko Hayashi | 189.2056 |

## Tabela medalowa
| Miejsce | Państwo                  | Złoto | Srebro | Brąz | Razem |
| ------- | ------------------------ | ----- | ------ | ---- | ----- |
| 1.      | Rosja                    | 2     | 0      | 0    | 2     |
| 2.      | Chińska Republika Ludowa | 0     | 2      | 0    | 2     |
| 3.      | Japonia                  | 0     | 0      | 2    | 2     |
|         | Razem                    | 2     | 2      | 2    | 6     |